# مدیسن لیک (مینه‌سوتا)
مدیسن لیک، مینه‌سوتا (به انگلیسی: Madison Lake, Minnesota) یک شهر در ایالات متحده آمریکا است که در شهرستان بلو ارث، مینه‌سوتا واقع شده‌است.

## خصوصیات
مدیسن لیک ۲٫۶۹ کیلومترمربع مساحت و ۱٬۰۱۷ نفر جمعیت دارد و ۳۱۹ متر بالاتر از سطح دریا واقع شده‌است.